# Glenorchy

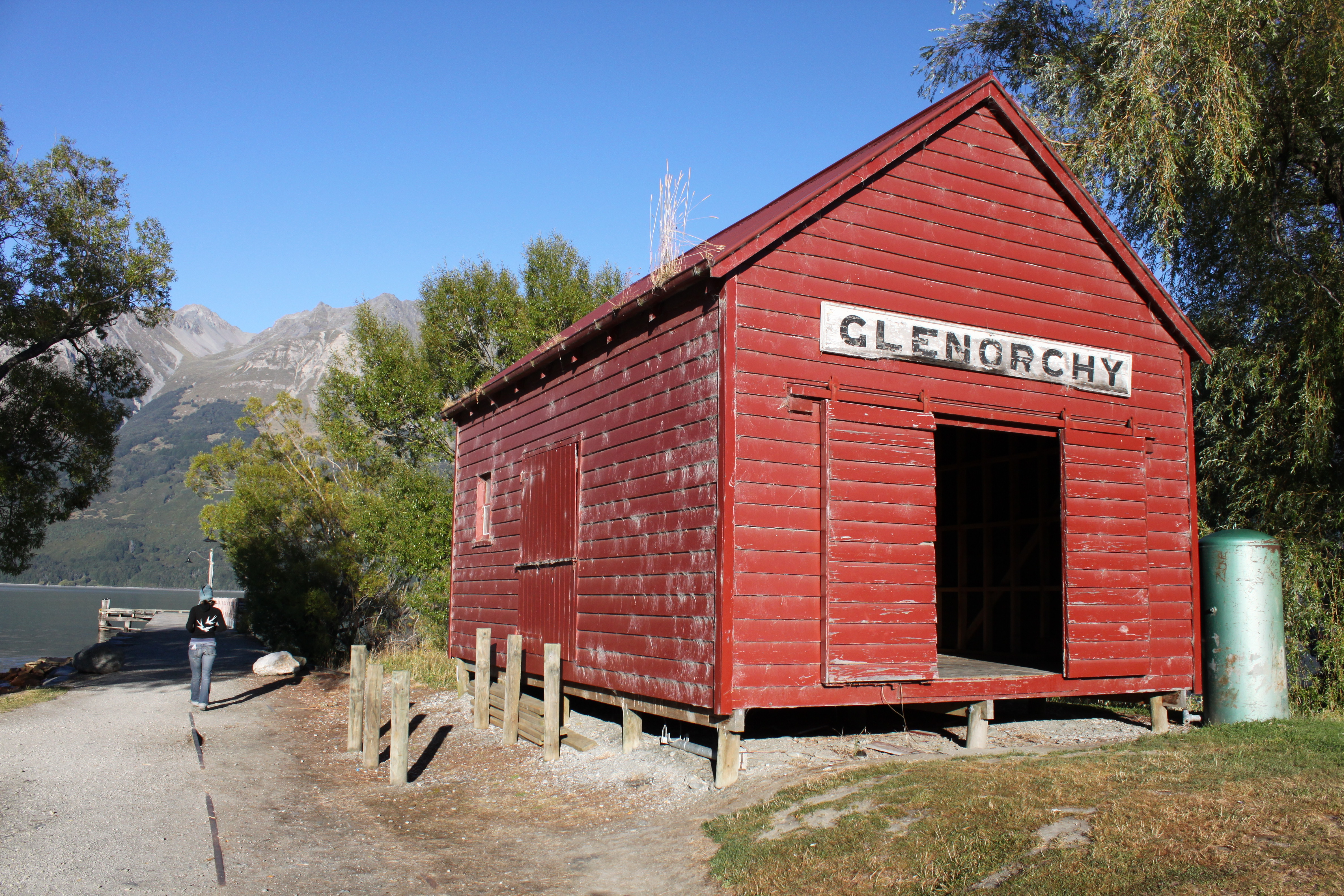
Remise à bateaux près des quais de la ville de Glenorchy

Glenorchy est une petite localité de la région d’Otago, située dans l’Île du Sud  de la Nouvelle-Zélande

## Situation
Elle est localisée à l’extrémité nord du  lac Wakatipu et est approximativement à 45 km par la route ou par bateau de la ville de Queenstown, qui est la grande ville la plus proche. La localité de Paradise se trouve à proximité. 
Les rivières Dart et Rees se déversent dans la tête du lac Wakatipu près du village de Glenorchy.

## Toponymie
Glenorchy fut dénommé d'après le village de Glen Orchy dans la vallée d’Argyll en Ecosse .

## Démographie
Le secteur de Glenorchy est décrit par  Statistics New Zealand comme un petit village rural. Elle  couvre 3,93 km2.
C’est une partie de la zone statistique plus large de Glenorchy.
Le village de Glenorchy avait une population de 318 habitants lors du recensement de 2018 en Nouvelle-Zélande   en augmentation de 57 personnes (21,8 %) depuis le recensement de 2013, et une augmentation de 126 personnes(5,6 %) depuis le recensement de 2006. 
Il y avait 129 logements. 
On comptait 159 hommes et159 femmes, donnant ainsi un sexe-ratio de 1.0 homme pour une femme,  avec 39 personnes(12,3 %) âgées de moins de 15 ans, 63 personnes (19,8 %) âgées de 15 à 29 ans, 183 personnes (57,5 %) âgées de 30 à 64 ans, et 33 personnes (10,4 %) âgées de 65 ans ou plus.
L’ethnicité était pour 91,5 % européens/Pākehā, 6,6 % Māori, 1,9 % personnes du Pacifique, 3,8 % asiatiques, et 3,8 % d’une autre ethnicité (le total peut faire plus de 100 % dans la mesure où une personne peut s’identifier à de multiples ethnicités).
Bien que certaines personnes objectent à donner leur religion, 69,8 % n’ont aucune religion, 21,7 % étaient chrétiens, 0,9 % étaient bouddhistes et 2,8 % avaient une autre religion.
Parmi ceux d’au moins 15 ans d’âge, 75 personnes (26,9 %) avaient un niveau de bachelier ou un degré supérieur, et 27 personnes (9,7 %) n’avaient aucune qualification formelle. 
Le statut d’emploi de ceux d’au moins 15 ans était pour 198 personnes (71,0 %) avaient un emploi à temps plein , 36 personnes  (12,9 %) étaient à temps partiel et 6 personnes (2,2 %) étaient sans emploi .

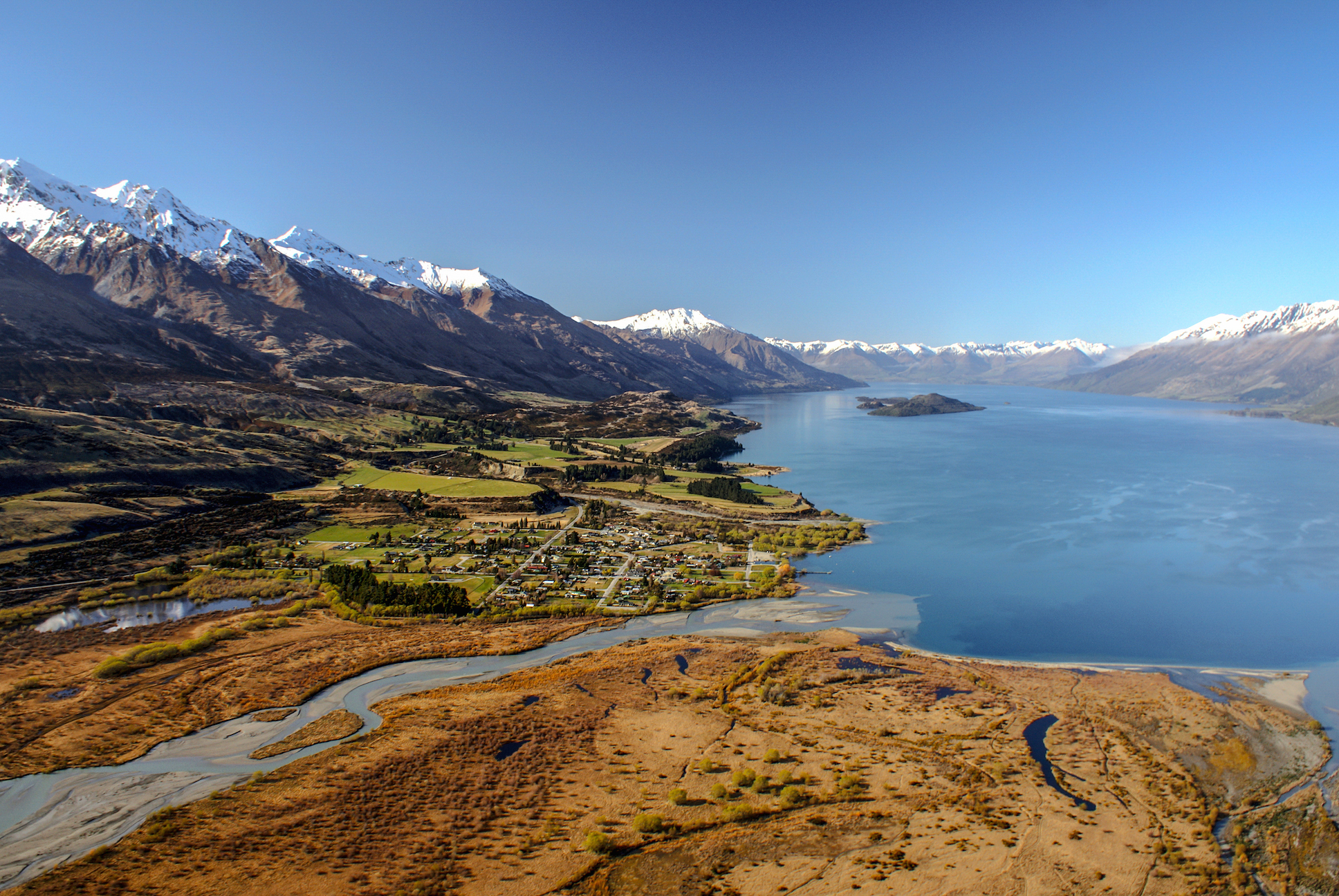
La tête du lac Wakatipu, Glenorchy

## Activités économiques
Il y a plusieurs pubs, un café et une série de petits magasins dans la ville desservant essentiellement les touristes mais aussi la faible population des résidents.
Il y a aussi un terrain d’aviation, qui est desservi par de petits avions.

## Activités de Loisirs
La ville de Glenorchy est un lieu populaire pour le tourisme, proche de nombreux chemins de randonnées.
Il siège près des bordures du parc national du Mont Aspiring et du parc national de Fiordland.
Le Routeburn Track (en) est un des éléments de la grande traversée de la Nouvelle-Zélande, qui peut être accessible en passant à travers Glenorchy.
Des chemins moins connus tels que Greenstone and Caples Tracks (en) et le Rees and Dart Tracks sont aussi accessibles à partir de là.
Certaines des activités, qui peuvent être expérimentées dans ou à proximité de la ville de Glenorchy comprennent le canyoning, la pêche à la mouche, le jet boat (en), le kayak, l’équitation, le mountain bike, le ski, le snowboard, le parachutisme le bateau à voile.
Juste au-delà de la ville de Glenorchy un Golf Club a un chemin circulaire public, qui passe à travers le lagon de Glenorchy et constitue une courte promenade populaire pour les touristes et les locaux.

## Éducation
L’école de Glenorchy School est une école primaire, publique, mixte, allant des années 1 à 8  avec un effectif de élèves en mars 2022.
La première école dans le secteur ouvrit en 1884 au niveau de la localité de Kinloch et une autre ouvrit en 1888 sur la route allant à Paradise.
L’école actuelle ouvrit près de Buckleburn en 1911 et se déplaça vers son site présent en  1939.

## Localisation du tournage de films

### Films
- Le paysage local a été utilisé dans une des scènes du film de  Peter Jackson's Le Seigneur des anneaux , en particulier le film la Communauté de l'Anneau (2001). La Isengard ou Orthanc dans la Lothlórien,  et la scène où Boromir fut tué et s’appuie contre un arbre un peu plus loin après avoir été touché est située à proximité de Paradise.
- Vertical Limit (2000),
- Le Monde de Narnia : Le Prince Caspian (2008), et
- X-Men Origins: Wolverine  (2009) furent aussi filmés dans le secteur.
- D’autres films furent aussi pris dans le cadre de la ville de Glenorchy et des environs, tels que Les Bourlingueurs (1981) et
- The Water Horse (2007).

### Télévision
- La mini-série de la télévision BBC de 2013, Top of the Lake fut aussi filmée dans ce secteur et se déroule autour de la ville de Paradise.

Alors qu’il est fait référence à Queenstown durant la série, Glenorchy double comme une ville de fiction de Laketop .
- La série One Lane Bridge est tournée à Glenorchy et ses environs, notamment autour du pont à voie unique qui franchit la Dart et qui a inspiré le titre.